# Płaski Kamień w Osolinie
Płaski Kamień to głaz narzutowy (eratyczny), którego nazwa nawiązuje do jego kształtu. 25 listopada 2021, na mocy uchwały nr XLII/338/21 Rady Miejskiej w Obornikach Śląskich, głaz został ustanowiony pomnikiem przyrody oraz została mu nadana nazwa własna. Płaski Kamień ma wymiary: długość – 4,6 m, szerokość – 2,9 m, wysokość – 1 m, a jego obwód osiąga 12 m. Rzeczywiste rozmiary głazu nie są pewne, ponieważ jego część jest zagłębiona w utworach polodowcowych. 
Płaski Kamień stanowi przykład plejstoceńskiego głazu eratycznego, który został tu przywleczony przez lądolód skandynawski podczas zlodowacenia środkowopolskiego. Głaz zbudowany jest z szarego granitu skandynawskiego.

## Lokalizacja
Płaski Kamień zlokalizowany jest 200 m od końca ul. Modrzewiowej w Osolinie. Usytuowany na terenie działki ewidencyjnej nr 511/228, obręb geodezyjny Wielka Lipa-Osola, (gmina Oborniki Śląskie, pow. trzebnicki, dolnośląskie), oddział leśny nr 228-k, leśnictwo Cieplice, nadleśnictwo Oborniki Śląskie. Do pomnikowego głazu można również trafić z szosy 342, skręcając w pierwszą drogę leśną odchodzącą w prawo (na zachód) po opuszczeniu Osolina. 
Według regionalizacji fizycznogeograficznej Polski głaz ten znajduje się w obrębie zachodniej części mezoregionu Wzgórz Trzebnickich. Współrzędne geograficzne umiejscowienie pomnika przyrody jest następujące: 51°20ʹ10.9ʺ N; 16°50ʹ35.0ʺ E (51.336361; 16.843056).

## Atrakcja turystyczna
Głaz znajduje się przy czerwonym szlaku turystycznym nr 3.2. Pomnik ten znajduje się w ofercie turystycznej gminy Oborniki Śląskie pt. „Karta Obornickiego Włóczykija”. Celem tej inicjatywy jest lepsze poznanie interesujących miejsc, jakie gmina posiada w swoich granicach.

## Głazy narzutowe w najbliższej okolicy

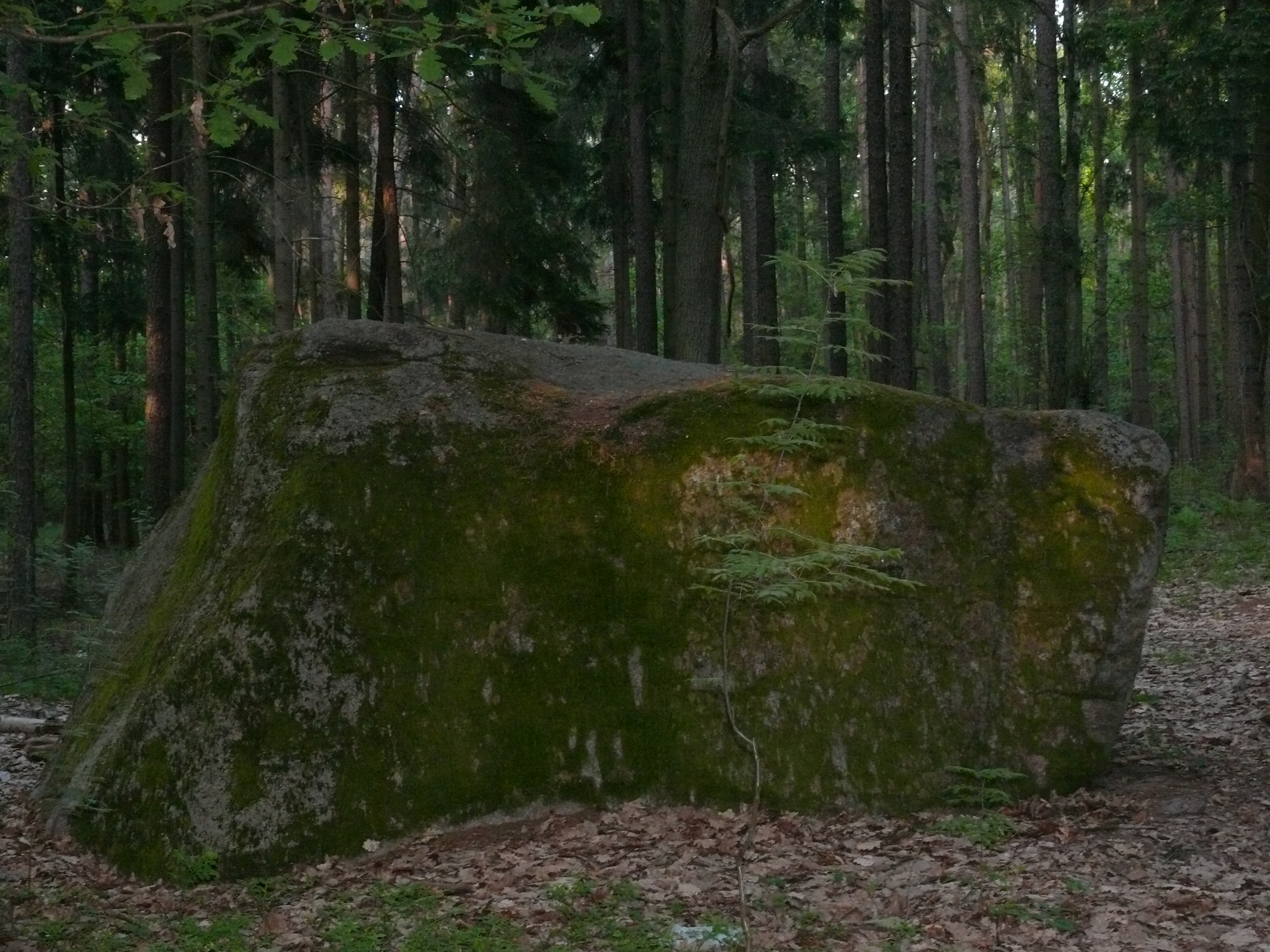
Głaz narzutowy koło rezerwatu Jodłowice

- Głaz Romera – największy głaz narzutowy na Dolnym Śląsku, znajdujący się w rezerwacie przyrody Jodłowice. Nazwa głazu pochodzi od nazwiska  niemieckiego geologa i rektora Uniwersytetu Wrocławskiego Ferdinanda Roemera[5].
- Głaz narzutowy w Bukowicach
- Głaz narzutowy w Sławowicach
- Głaz narzutowy w Miłczu
- Głaz narzutowy w Wilkowej
- Głaz narzutowy w Łęgowie
- Głaz narzutowy w Jagoszycach[6]